# 陆雪芬
陆雪芬（1933年5月—），女，广东三水人，中国神经科学家，广州医学院教授。曾任中国神经科学学会副理事长。

## 家庭
姨妈杜淦珍。